# Den Sternen so nah
Den Sternen so nah ist ein US-amerikanischer Science-Fiction-Film des Regisseurs Peter Chelsom aus dem Jahr 2017. Er kam in Deutschland am 7. Februar 2017 in die Kinos.

## Handlung
Das Unternehmen Genesis unter der Leitung von Nathaniel Shepherd organisiert den ersten Raumflug von ständigen Bewohnern zum Mars mit einer von Sarah Elliott geführten Astronautencrew. Auf dem Hinflug stellt Elliott fest, dass sie schwanger ist; bei der Geburt ihres Sohnes Gardner auf dem Mars stirbt sie. Shepherd hält das geheim, um das Image und damit den geschäftlichen Erfolg des Unternehmens nicht zu gefährden; der Tod Elliotts wird mit einem geplatzten Raumanzug begründet.
Gardner wächst auf dem Mars heran, wo er als Teenager die wechselnden Wissenschaftler-Teams unterstützt. Als Ersatzmutter fungiert die Astronautin Kendra, zu der Gardner ein eher distanziertes Verhältnis hat. Gardner kann nicht auf die Erde, da sein Körper nur den Bedingungen auf dem Mars angepasst ist und die Ärzte befürchten, dass sein Körper der Schwerkraft der Erde nicht gewachsen sein könnte. Er hat einen von ihm mitkonstruierten Roboter als Helfer und „besten Freund“ und chattet regelmäßig mit Tulsa, einem verwaisten Mädchen aus Colorado, die, ebenso einsam wie er, ihm vertraut und verbunden scheint. Er verschweigt ihr, dass er auf dem Mars lebt, und schreibt ihr stattdessen, dass er an der Glasknochenkrankheit leide und sie daher nicht besuchen könne. Schließlich wird Gardners Wunsch, auf die Erde reisen zu können, entsprochen, wozu er sich aber vorher einer schwierigen Operation unterziehen muss, bei der seine Knochen mit einer Netzstruktur aus Karbonnanoröhren ummantelt und so verstärkt werden, um die größere irdische Schwerkraft auszuhalten.
Gardner reist zusammen mit Kendra zur Erde, wo ihn besonders das Wasser und der Farbenreichtum begeistern. In einem Quarantäne-Raum untergebracht, soll er immer weiteren Untersuchungen unterzogen werden, woraufhin er flüchtet. Er findet Tulsa in ihrer Schule und sagt ihr, dass er von seiner Krankheit geheilt sei. Als er ihr andeutet, dass er vom Mars kommt, fühlt sie sich auf den Arm genommen und ist sauer, ob des scheinbar mangelnden Vertrauen Gardners. Jedoch kommen ihr Zweifel, da Gardner sehr unbeholfen mit seinen Mitmenschen agiert und sie bleibt bei ihm. Zusammen wollen sie seinen Vater finden. Seine Mutter hat ihm ein Foto hinterlassen, auf dem sie vor ihrem Haus am Meer mit einem Mann in Umarmung steht. Da sie von der Polizei sowie von Shepherd und Kendra verfolgt werden, stehlen sie auf der Flucht Fahrzeuge und fliegen mit dem schrottreifen Agrarflugzeug von Tulsas versoffenen Pflegevater. Unterwegs verlieben sie sich ineinander. In Las Vegas mit seinen Nachbauten berühmter Gebäude möchte Tulsa Gardner die Welt zeigen, der diese aber als künstlich empfindet. Gardner kollabiert und kommt ins Krankenhaus, wo man über seine dünnen Knochen und sein viel zu großes Herz erstaunt ist. Als Tulsa ein Röntgenbild von ihm sieht und dort seine die Ärzte ratlos machenden karbonfaserverstärkten Knochen sowie sein abnormal großes Herz, glaubt sie ihm endlich. Da er weiß, dass man ihm nicht helfen kann, flieht er mit Tulsa aus der Klinik. Shepherd hat unterdessen eine spezielle Untersuchung von Gardners Blut vornehmen lassen, aus der sich schließen lässt, dass dieser auf der Erde immer in Lebensgefahr ist.
Gardner und Tulsa finden schließlich das Haus seiner Mutter. Als sie den darin wohnenden Mann damit konfrontieren, dass er Gardners Vater sei, stellt sich heraus, dass er Sarahs Bruder ist. Für Gardner hat sich der Zweck seiner Reise erfüllt und er versucht, im Meer den Tod zu finden, da die Erde ihn nicht haben will und er auf ihr nicht leben kann. Shepherd und Kendra treffen jedoch gerade noch rechtzeitig ein, und Gardner kann gerettet werden. Er hat mittlerweile begriffen, dass Shepherd sein Vater ist, der ihm dies nun auch bestätigt.
Um seinen Organismus wieder zu normalisieren, fliegen sie mit Gardner in einem Lifting Body mit seinen luftatmenden Düsentriebwerken in dünnere Luftschichten. Als dies nicht den erwünschten Erfolg bringt, übernimmt Shepherd das Steuer und fliegt den bisher nur für Suborbitalflüge in der Stratosphäre ausgelegten Prototypen unerprobt und verbotenerweise über die Stratosphäre hinaus, um im freien Weltraum in einen niedrigen Erdorbit zu gelangen. Dies gelingt ihm aber nur durch das Zuschalten des bisher unerprobten Raketenantriebs des Prototyps, was ihm in unzähligen Versuchen im Simulator vorher nie erfolgreich gelang. Gardner erholt sich daraufhin in der Schwerelosigkeit und fliegt mit einer Expedition wieder zurück zum Mars.
Tulsa, inzwischen in einem Heim, und Gardner halten weiterhin Kontakt über Videotelefonie, als Kendra sie im Heim besucht und erzählt, sie sei nun für die Ausbildung der neuen Rekruten der NASA verantwortlich. Sie bietet Tulsa an, mit ihr auf ihrer jüngst gekauften Ranch zu wohnen. Schließlich sieht man, wie Tulsa bei der NASA trainiert, um am Raumfahrtprogramm teilnehmen zu können, und Shepherd und Gardner einen Spaziergang auf dem Mars unternehmen, auf dem Gardner die Erkenntnis hat, dass der rote Planet sein Zuhause ist und Menschen, egal ob von der Erde oder von Mars, sich kaum voneinander unterscheiden. Gardner wartet auf dem Mars auf Tulsa, die ohne Frage zu ihm kommen wird.

## Rezeption
Andreas Staben von Filmstarts meint, dass „die mit etwas Action und ganz viel Gefühl servierte Mixtur aus Science-Fiction, Familiendrama und Liebesgeschichte“ erkennbare Vorbilder habe: „Der Marsianer“, „E.T.“ und „Starman“ treffen auf „Das Schicksal ist ein mieser Verräter“. Diese Mischung gehe „erstaunlich gut auf“. Der einzige „wirklich misslungene Aspekt“ in der „gefühlvolle[n] Teenie-Romanze der etwas anderen Art“ sei „der Aufbau des Familienmelodrams […] mit seinen überkonstruierten und zugleich banalen Wendungen“.

## Trivia
In der Mars-Station schaut sich Gardner Elliott in seinem Quartier den deutschen Film Der Himmel über Berlin an, obwohl er kein Deutsch versteht. Er versteht trotzdem die Handlung und erkennt die Gemeinsamkeit zu seinem Wunsch, auf der Erde zu leben.

## Auszeichnungen
- Teen Choice Awards 2016: Nominierung Movie Actress: AnTEENcipated (Britt Robertson)